# NN-182
La carretera NN-182 es una vía departamental secundaria localizada en el departamento de Boaco. Conecta la comunidad de Santa Inés con la zona rural de El Bosque, ambas pertenecientes al municipio de Boaco.

## Trazado y cruces
La ruta atraviesa áreas rurales del municipio de Boaco, facilitando el acceso local. A continuación, se presenta el trazado con las localidades relevantes:
| km | Localidad  | Departamento | Conexión / Ruta     |
| -- | ---------- | ------------ | ------------------- |
| 0  | Santa Inés | Boaco        | Conexión con NN-181 |
|    | El Bosque  | Boaco        | Fin de la ruta      |